# لوسي كيباكي
لوسي موثوني كيباكي (بالإنجليزية: Lucy Kibaki)‏ (1940 - 26 أبريل 2016)  كانت زوجة رئيس كينيا السابق مواي كيباكي وكانت السيدة الأولى في كينيا في الفترة 2002-2013.